# Среднее степенное
Среднее степени d (или просто среднее степенное) — разновидность среднего значения. Для набора положительных вещественных чисел {\displaystyle x_{1},\ldots ,x_{n}} определяется как
{\displaystyle A_{d}(x_{1},\ldots ,x_{n})={\sqrt[{d}]{\frac {\sum \limits _{i=1}^{n}x_{i}^{d}}{n}}}.}
При этом по принципу непрерывности относительно показателя d доопределяются следующие величины:
{\displaystyle A_{0}(x_{1},\ldots ,x_{n})=\lim _{d\to 0}A_{d}(x_{1},\ldots ,x_{n})={\sqrt[{n}]{\prod _{i=1}^{n}x_{i}}};}
{\displaystyle A_{+\infty }(x_{1},\ldots ,x_{n})=\lim _{d\to +\infty }A_{d}(x_{1},\ldots ,x_{n})=\max\{x_{1},\ldots ,x_{n}\};}
{\displaystyle A_{-\infty }(x_{1},\ldots ,x_{n})=\lim _{d\to -\infty }A_{d}(x_{1},\ldots ,x_{n})=\min\{x_{1},\ldots ,x_{n}\}.}
Среднее степенное является частным случаем Колмогоровского среднего.
Наряду с понятием «среднее степенное», используют также среднее степенное взвешенное некоторых величин.

## Другие названия
Так как среднее степени d обобщает известные с древности (т. н. архимедовы) средние, то его часто называют средним обобщённым.
По связи с неравенствами Минковского и Гёльдера среднее степенное имеет также названия: среднее по Гёльдеру и среднее по Минковскому.

## Частные случаи
Средние степеней ±1 и 2 имеют собственные имена:
- {\displaystyle A_{1}(x_{1},\ldots ,x_{n})=m={\frac {x_{1}+x_{2}+\cdots +x_{n}}{n}}} называется средним арифметическим;

(иначе говоря: средним арифметическим n чисел является их сумма, делённая на n)
- {\displaystyle A_{-1}(x_{1},\ldots ,x_{n})=h={\frac {n}{{\frac {1}{x_{1}}}+{\frac {1}{x_{2}}}+\cdots +{\frac {1}{x_{n}}}}}} называется средним гармоническим.

(иначе говоря: средним гармоническим чисел является обратная величина к среднему арифметическому их обратных)
- {\displaystyle A_{2}(x_{1},\ldots ,x_{n})=s={\sqrt {\frac {x_{1}^{2}+x_{2}^{2}+\cdots +x_{n}^{2}}{n}}}} называется средним квадратичным (квадратическим), известным так же под сокращением RMS (root-mean-square).
- В статистической практике также находят применение степенные средние третьего и более высоких порядков. Наиболее распространёнными из них являются среднее кубическое и среднее биквадратическое значения.
- Максимальное и минимальное число из набора положительных чисел выражаются как средние степеней {\displaystyle +\infty } и {\displaystyle -\infty } этих чисел:

{\displaystyle \operatorname {max} \{x_{1},\ldots ,x_{n}\}=A_{+\infty }(x_{1},\ldots ,x_{n});}
{\displaystyle \operatorname {min} \{x_{1},\ldots ,x_{n}\}=A_{-\infty }(x_{1},\ldots ,x_{n}).}
- Неравенство Поцелуйко:

{\displaystyle {\sqrt[{n}]{\frac {x}{y}}}\geq {\frac {nx}{(n-1)x+y}}}, где {\displaystyle x,y>0} и {\displaystyle n\in \mathbb {N} }
Доказательство: Умножим числитель и знаменатель левой дроби на {\displaystyle x^{n-1}}, после чего применим неравенство Коши в знаменателе:
{\displaystyle {\sqrt[{n}]{\frac {x}{y}}}={\frac {x}{\sqrt[{n}]{x^{n-1}y}}}\geq {\frac {x}{\frac {x+x+\dots +x+y}{n}}}={\frac {nx}{(n-1)x+y}},}
что заканчивает доказательство.

## Неравенство о средних
Неравенство о средних утверждает, что для любых {\displaystyle d_{1}>d_{2}}
причём равенство достигается только в случае равенства всех аргументов {\displaystyle x_{1}=\ldots =x_{n}}.
Для доказательства неравенства о средних достаточно показать, что частная производная {\displaystyle A_{d}(x_{1},\ldots ,x_{n})} по {\displaystyle d} неотрицательна и обращается в ноль только при {\displaystyle x_{1}=\ldots =x_{n}} (например, используя неравенство Йенсена), и далее применить формулу конечных приращений.

### Неравенство о среднем арифметическом, геометрическом и гармоническом
Частным случаем неравенства о средних является неравенство о среднем арифметическом, геометрическом и гармоническом
где каждое из неравенств обращается в равенство только при {\displaystyle x_{1}=\ldots =x_{n}}.